# Dimitar Berbatov
Dimitar Ivanov Berbatov (en búlgaro: Димитър Иванов Бербатов; Blagoevgrad, Provincia de Blagoevgrad, Bulgaria, 30 de enero de 1981) es un exfutbolista búlgaro que jugaba como delantero. Fue internacional entre 1999 y 2010 con la selección de Bulgaria, de la cual es el máximo goleador histórico.

## Trayectoria
Berbatov nació en la ciudad de Blagoevgrad, ciudad de la Provincia de Blagoevgrad. Es hijo del matrimonio compuesto por Margarita e Ivan Berbatov. Margarita fue jugadora de balonmano, y su padre fue futbolista del Pirin Blagoevgrad. Su primer club fue el Pirin Blagoevgrad, con el que se desempeñó desde las series menores. Tras anotar 77 goles en 92 partidos, ascendería al primer equipo. Con el Pirin en primera división jugaría nueve partidos con dos goles a su favor, antes de ser traspasado al CSKA Sofía.

### CSKA Sofía
Llega al CSKA Sofía en el mercado invernal de la campaña 1998-99, donde lograría su primer título profesional, la Copa de Bulgaria, donde en el duelo decisivo ante el Litex Lovech sería reemplazado en el minuto 39 del primer tiempo por Miroslav Nikolov. En el campeonato liguero, realiza tres goles en once partidos en el segundo tramo de la campaña. La siguiente temporada, la 1999-2000, mejoraría sus registros goleadores, donde en 27 partidos de liga anotó en 14 ocasiones. A finales de esa temporada -específicamente en junio del año 2000-, el Lecce italiano estuvo cerca de incorporarlo, aunque el fichaje no llegó a concretarse.

### Bayer Leverkusen
Tras iniciar la temporada 2000-01, y con nueve dianas en los primeros once partidos de liga, el Bayer Leverkusen alemán lo adquiere en el mercado invernal a cambio de €1.3 millones. Inmediatamente jugó en el equipo filial de las aspirinas, pero tras despuntar en el cuadro juvenil, sube inmediatamente al primer equipo, donde no llega a destacar.
Sin embargo, en 2002, lograría llegar a su primera final de la Liga de Campeones europea. En la temporada 2001-02 fue uno de los pilares del club que entrenó Klaus Toppmöller, ya que en la competición europea anotó dos goles (uno en la fase de grupos ante el Olympique de Lyon y otro en cuartos de final ante el Liverpool). El duelo final jugaría desde el minuto 39 del primer tiempo reemplazando a Thomas Brdarić. Sin embargo, su rival en ese duelo, el Real Madrid terminaría haciéndose con la victoria por dos goles a uno, y ganando el trofeo.
En la misma temporada, perdería además el título de copa y el de liga, a manos del Schalke 04 y del Borussia Dortmund, respectivamente.

### Tottenham Hotspur
El Tottenham Hotspur llegó a un acuerdo con el Bayer Leverkusen para transferir a Berbatov en mayo de 2006, por una cuota de € 16 millones (€ 10,9 millones) siendo la transferencia más costosa para un futbolista búlgaro. Después de que se le concedió un permiso de trabajo británico, la transferencia se completó el 1 de julio de 2006. El 19 de agosto de 2006, el Tottenham perdió 2-0 ante el Bolton Wanderers en el primer partido de liga para Berbatov, tres días después, Berbatov anotó su primer gol para los Spurs en una victoria en casa por 2-0 ante el Sheffield United.
Berbatov llegó a siete goles en ocho partidos europeos durante su temporada de debut con el Tottenham, ayudando al club a conseguir el primer puesto en la fase de grupos de la Copa de la UEFA, haciendo su segundo debut en la copa Europea en octubre de 2006, anotando un gol en la victoria por 2-0 ante el Beşiktaş. Sin embargo, se tomó un tiempo para adaptarse a la Premier League, se tomó unos meses para recuperar el ritmo de la liga que había mostrado en Leverkusen. Dio una gran actuación contra el Wigan Athletic en noviembre de 2006, anotando un gol y ayudando a la creación de los otros dos en la victoria por 3-1 para los Spurs, y comenzó a anotar con regularidad. Anotó sus primeros goles de la FA Cup el 18 de febrero de 2007, cuando entró como sustituto del segundo tiempo en la victoria 4-0 sobre el Fulham y anotando dos de los cuatro goles. Berbatov y su compañero Robbie Keane fueron nombrados ganadores conjuntos del Jugador del Mes de abril de 2007 de la Premier League, y al hacerlo, se convirtieron en los primeros jugadores en compartir el premio desde febrero de 2004. Terminó la temporada 2006-07 con 12 goles en 33 apariciones y ocho asistencias en la Premier League, ganó el premio a Jugador de la Temporada de los Spurs y un lugar en el equipo del año de la Premier League PFA.
Berbatov anotó su primer hat-trick en la Premier League el 29 de diciembre de 2007, anotando 4 goles en la victoria 6–4 al Reading. Su primera final de copa con el Tottenham llegó el 24 de febrero de 2008 en la Copa de la Liga de Fútbol; Los Spurs enfrentaron al Chelsea en el estadio de Wembley. Berbatov anotó un penalti para empatar el partido, finalmente el Tottenham ganó el juego 2-1 en la prórroga. Terminó la temporada con 15 goles en 36 partidos de liga. Antes de que la próxima temporada 2008-09 empezara, el entrenador del Manchester United, Alex Ferguson, fue citado por los periódicos diciendo que esperaba firmar a Berbatov; Tottenham presentó una queja a la Premier League afirmando que el Manchester United había roto las reglas de la liga. Los rumores de una oferta sustancial del club de Ferguson inquieraron a Berbatov y fue abandonado los partidos contra Sunderland y Chelsea en agosto, en el primer mes de la temporada.

### Manchester United

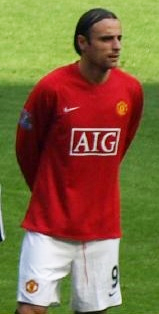
Berbatov con el Manchester United en 2008.

En las últimas horas del mercado de pases, Berbatov es traspasado al Manchester United, en una cifra que se estima en poco más de 30 millones de €. En su primera temporada ganaría la liga, aunque no despuntaría como goleador. El 27 de noviembre anotó 5 goles en la victoria 7-1 ante el Blackburn Rovers, convirtiéndose en el cuarto jugador de la Premier League en alcanzar dicha marca y el primer extranjero en hacerlo. Además, volvería a una final europea, pero esta vez sería el F. C. Barcelona el que los derrota en Roma. Berbatov entraría como suplente reemplazando a Park Ji-Sung en el minuto 66.

### Fulham FC

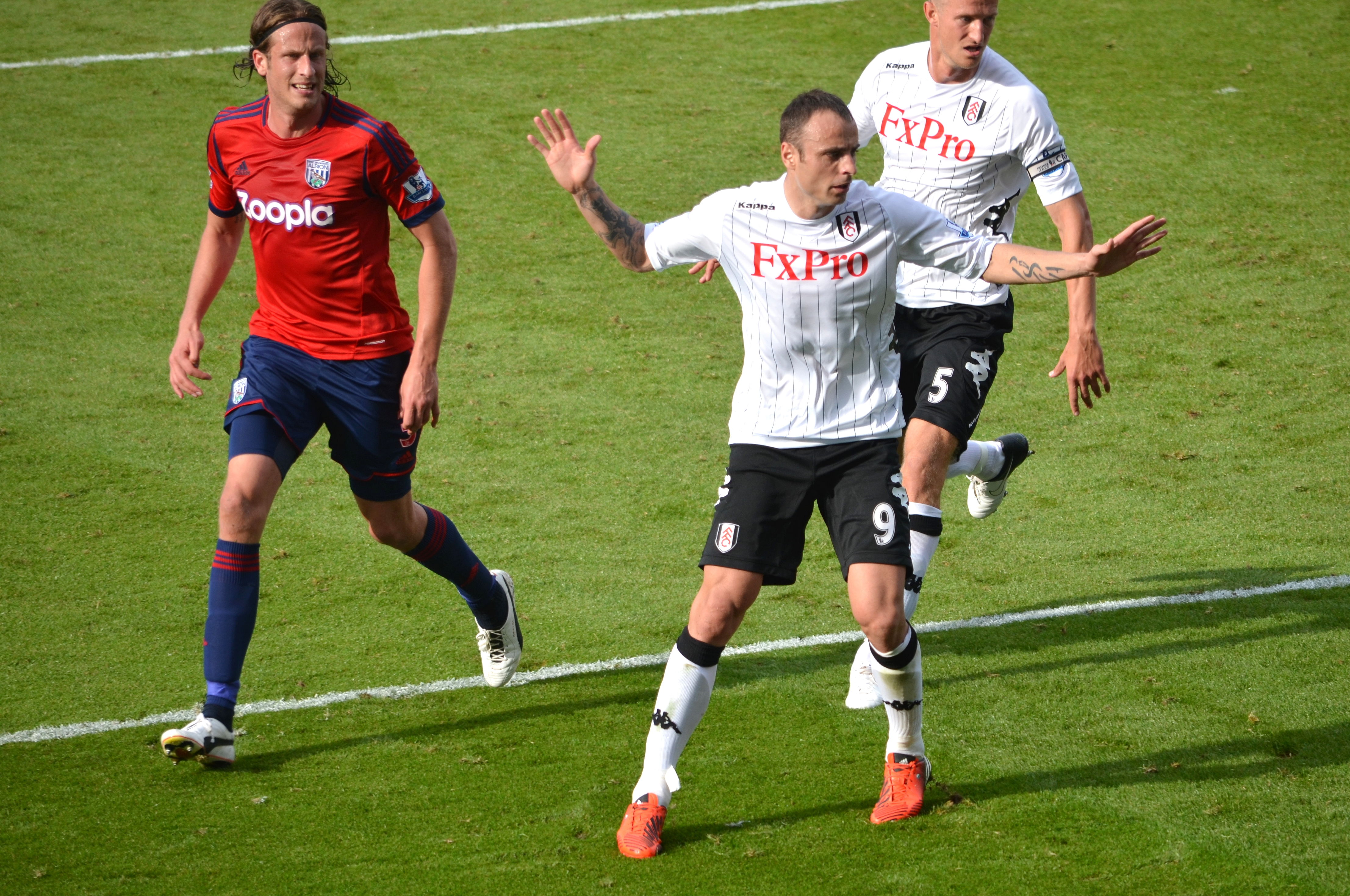
Berbatov jugando para el Fulham.

En 31 de agosto de 2012, Berbatov firmó un contrato por dos años con el Fulham FC. Hizo su debut en la liga el día siguiente en una derrota por 3-0 ante el West Ham United, jugó los primeros 45 minutos. El 15 de septiembre, hizo su debut en casa y marcó dos goles en la victoria por 3-0 contra el West Bromwich Albion. El 27 de octubre, marcó el tercer gol del Fulham en un 3-3 contra el Reading FC. El 10 de noviembre, Berbatov jugó 90 minutos ante el Arsenal, en un partido en el que dio un pase para gol y anotó dos veces para otro empate 3-3.
Después de anotar contra el Southampton el 26 de diciembre de 2012, Berbatov se quitó la camiseta para mostrar la frase "Keep calm and pass me the ball" (en español: "Mantener la calma y pasarme el balón") un acto que le costó una tarjeta amarilla y también una charla con el director Martin Jol, quien expresó que lo que su delantero hizo fue "una mala decisión del jugador". El 6 de enero de 2013, Berbatov anotó el primer gol del 2013 en la Premier League cuando anotó de larga distancia contra el West Bromwich Albion en una importante victoria 2-1 para el Fulham. El 30 de enero de 2013, en su cumpleaños 32, anotó el primer gol de una victoria en casa por 3-1 ante el West Ham para elevar su cuenta goleadora a ocho desde que llegó al club. Después anotaría el único gol en el partido contra el Stoke City el 23 de febrero, seguido de otro empate 2-2 con el Sunderland el 2 de marzo. En el próximo partido de la Premier League, Berbatov anotó el único gol en contra de su exequipo de manera sorpresiva en casa 0-1 al Tottenham. El 1 de abril de 2013, Berbatov anotó dos goles ante el Queens Park Rangers en la victoria por 3-2 en Craven Cottage, uno de ellos desde el punto de penalti. Esto elevó su cuota goleadora en la temporada a 13 goles, y también se convirtió en el primer jugador del Fulham en anotar en cuatro partidos de liga consecutivos desde Steed Malbranque en 2003. El próximo objetivo de Berbatov fue contra el Liverpool en el penúltimo juego de la temporada. Berbatov remató la temporada con un gol fuera de casa al Swansea City en la última jornada con una victoria por 3-0 victoria, esto elevó su cuenta a 15 goles en la temporada de debut con el Fulham.

### AS Mónaco

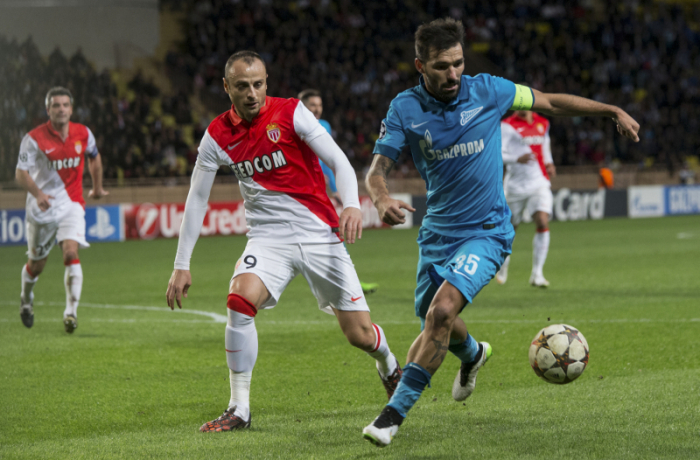
Berbatov en un partido con el A.S. Mónaco en 2014.

En enero de 2014, se confirmó el fichaje de Berbatov por el A. S. Mónaco para reemplazar al lesionado Radamel Falcao García por el resto de la temporada 2013-14. Al principio se creyó que se trataba de un préstamo, pero luego se dio a conocer que el Fulham liberó a Berbatov de su contrato. El 12 de febrero, Berbatov marcó su primer gol con el conjunto monegasco en el partido que finalizó con victoria 1-0 sobre el OGC Niza por los dieciseisavos de final de la Copa de Francia 2013-14. El 8 de marzo, anotó su segundo gol con el equipo y su primer gol en la liga en una victoria 2-1 en casa contra el Sochaux. El 16 de marzo, en la jornada 29 de la Ligue 1, Berbatov anotó de forma consecutiva y dio dos asistencias para que el Mónaco ganara el encuentro 2-3 contra el Olympique Lyonnais, siendo la figura del encuentro. El 26 de marzo, en el partido de cuartos de final de la Copa de Francia, anotó el segundo gol y dio una asistencia con el que el AS Mónaco ganó 6-0 al RC Lens y avanzó a las semifinales de la copa. El 16 de abril, anotó el gol del empate en las semifinales de la Copa de Francia, pero el AS Mónaco finalmente caería 3-1 con dos goles en la prórroga frente el EA Guingamp en una sorpresiva eliminación. Berbatov volvió a aparecer en el marcador el 20 de abril en la jornada 34 de liga, anotando el único gol en la victoria 1-0 en casa al OGC Niza. El 26 de abril, anotó dos goles y dio una asistencia en la goleada por 4-1 al AC Ajaccio, llegando así a ocho goles en trece partidos en su temporada como jugador del Mónaco.

### Retirada
Tras más de un año sin equipo, el 19 de septiembre de 2019 anunció su retirada a la edad de 38 años.

## Selección nacional
Berbatov hizo su debut como internacional absoluto en un amistoso ante Grecia, el 17 de noviembre de 1999. Su primer gol lo convirtió en la derrota 3-2 ante Chile. Con su selección jugaría la Eurocopa 2004, donde no pasó la fase de grupos.
El 18 de noviembre de 2009 anotaría dos goles ante Malta, superando los 47 goles que Hristo Bonev había convertido con la escuadra nacional.

### Participaciones en Eurocopas
| Copa          | Sede     | Resultado    | Partidos | Goles |
| ------------- | -------- | ------------ | -------- | ----- |
| Eurocopa 2004 | Portugal | Primera fase | 3        | 0     |

## Características
Berbatov destaca principalmente por sus dotes goleadores (tanto en el remate con las piernas así como con la cabeza), aunque también puede ejercer de asistidor. También posee un buen control de balón, que a su vez le permite marcar en área contraria. La prueba de ello son algunos goles recordados en competencias locales como las internacionales. Por ejemplo, en un partido de Liga de Campeones en la campaña 2004-05 contra la Roma (cuando pertenecía al Bayer Leverkusen), superó en el área a un defensor romanista levantando el balón y girando sobre sí mismo, metió el balón al arco superando al guardameta. El partido terminaría en empate.
Otro gol recordado es en el clásico inglés ante el Liverpool. Berbatov anotó los tres goles en aquel duelo en Old Trafford, aunque los dos primeros fueron de antología. El primero llegó tras un tiro de esquina servido por Ryan Giggs, y el balón llegó a la cabeza de Berbatov, que neutraliza el marcaje del contrario impulsándose hacia adelante, alcanzando a cabecear, para derribar al portero. El segundo gol surgió por la derecha con un centro de Nani, Dimitar lo recibe con la pierna derecha, con la misma dispara realizando una especie de chilena, y el balón termina golpeando el travesaño antes de entrar al arco.
2011/2012
En el inicio de la temporada tuvo pocas oportunidades en el once inicial del Manchester United, pero en un partido en el que jugó suplente contra el Fulham marcó un gol en la goleada de su equipo que terminaría 5-0 a favor del United.

## Estadísticas

### Clubes
| Club                               | Div.          | Temporada     | Liga  | Liga  | Liga   | Copas nacionales | Copas nacionales | Copas nacionales | Copas internacionales | Copas internacionales | Copas internacionales | Total | Total | Total  | Media goleadora |
| Club                               | Div.          | Temporada     | Part. | Goles | Asist. | Part.            | Goles            | Asist.           | Part.                 | Goles                 | Asist.                | Part. | Goles | Asist. | Media goleadora |
| ---------------------------------- | ------------- | ------------- | ----- | ----- | ------ | ---------------- | ---------------- | ---------------- | --------------------- | --------------------- | --------------------- | ----- | ----- | ------ | --------------- |
| PFC Pirin Bulgaria                 |               |               |       |       |        |                  |                  |                  |                       |                       |                       |       |       |        |                 |
| 1.ª                                | 1998-99       | 9             | 2     | 1     | —      | —                | —                | —                | —                     | —                     | 9                     | 2     | 1     | 0,22   |                 |
| Total club                         | Total club    | 9             | 2     | 1     | 0      | 0                | 0                | 0                | 0                     | 0                     | 9                     | 2     | 1     | 0,22   |                 |
| CSKA Sofia Bulgaria                |               |               |       |       |        |                  |                  |                  |                       |                       |                       |       |       |        |                 |
| 1.ª                                | 1998-99       | 11            | 3     | 1     | 5      | 3                | 1                | —                | —                     | —                     | 16                    | 6     | 2     | 0,38   |                 |
| 1.ª                                | 1999-00       | 27            | 14    | 5     | 4      | 2                | 1                | 2                | 0                     | 0                     | 33                    | 16    | 6     | 0,49   |                 |
| 1.ª                                | 2000-01       | 11            | 9     | 2     | —      | —                | —                | 4                | 7                     | 0                     | 15                    | 16    | 2     | 1,07   |                 |
| Total club                         | Total club    | 49            | 26    | 8     | 9      | 5                | 2                | 6                | 7                     | 0                     | 64                    | 38    | 10    | 0,59   |                 |
| Bayer 04 Leverkusen II · Alemania  |               |               |       |       |        |                  |                  |                  |                       |                       |                       |       |       |        |                 |
| 3.ª                                | 2000-01       | 7             | 6     | 3     | —      | —                | —                | —                | —                     | —                     | 7                     | 6     | 3     | 0,86   |                 |
| Total club                         | Total club    | 7             | 6     | 3     | 0      | 0                | 0                | 0                | 0                     | 0                     | 7                     | 6     | 3     | 0,86   |                 |
| Bayer 04 Leverkusen · Alemania     |               |               |       |       |        |                  |                  |                  |                       |                       |                       |       |       |        |                 |
| 1.ª                                | 2000-01       | 6             | 0     | 2     | —      | —                | —                | —                | —                     | —                     | 6                     | 0     | 2     | 0,00   |                 |
| 1.ª                                | 2001-02       | 24            | 8     | 1     | 6      | 6                | 0                | 11               | 2                     | 0                     | 41                    | 16    | 1     | 0,39   |                 |
| 1.ª                                | 2002-03       | 24            | 3     | 5     | 3      | 0                | 0                | 7                | 2                     | 0                     | 34                    | 5     | 5     | 0,15   |                 |
| 1.ª                                | 2003-04       | 33            | 16    | 7     | 3      | 3                | 1                | —                | —                     | —                     | 36                    | 19    | 8     | 0,53   |                 |
| 1.ª                                | 2004-05       | 33            | 20    | 5     | 3      | 1                | 0                | 10               | 5                     | 1                     | 46                    | 26    | 6     | 0,57   |                 |
| 1.ª                                | 2005-06       | 34            | 21    | 9     | 3      | 3                | 0                | 2                | 0                     | 0                     | 39                    | 24    | 9     | 0,62   |                 |
| Total club                         | Total club    | 154           | 68    | 29    | 18     | 13               | 1                | 30               | 9                     | 1                     | 202                   | 90    | 31    | 0,45   |                 |
| Tottenham Hotspur F. C. Inglaterra |               |               |       |       |        |                  |                  |                  |                       |                       |                       |       |       |        |                 |
| 1.ª                                | 2006-07       | 33            | 12    | 9     | 8      | 4                | 2                | 8                | 7                     | 3                     | 49                    | 23    | 14    | 0,47   |                 |
| 1.ª                                | 2007-08       | 36            | 15    | 10    | 8      | 3                | 1                | 8                | 5                     | 2                     | 52                    | 23    | 13    | 0,44   |                 |
| 1.ª                                | 2008-09       | 1             | 0     | 0     | —      | —                | —                | —                | —                     | —                     | 1                     | 0     | 0     | 0,00   |                 |
| Total club                         | Total club    | 70            | 27    | 19    | 16     | 7                | 3                | 16               | 12                    | 5                     | 102                   | 46    | 27    | 0,45   |                 |
| Manchester United F. C. Inglaterra |               |               |       |       |        |                  |                  |                  |                       |                       |                       |       |       |        |                 |
| 1.ª                                | 2008-09       | 31            | 9     | 10    | 3      | 1                | 0                | 9                | 4                     | 0                     | 43                    | 14    | 10    | 0,33   |                 |
| 1.ª                                | 2009-10       | 33            | 12    | 6     | 4      | 0                | 1                | 6                | 0                     | 1                     | 43                    | 12    | 8     | 0,28   |                 |
| 1.ª                                | 2010-11       | 32            | 20    | 4     | 3      | 1                | 1                | 7                | 0                     | 0                     | 42                    | 21    | 5     | 0,50   |                 |
| 1.ª                                | 2011-12       | 12            | 7     | 0     | 5      | 1                | 1                | 4                | 1                     | 1                     | 21                    | 9     | 2     | 0,43   |                 |
| Total club                         | Total club    | 108           | 48    | 20    | 15     | 3                | 3                | 26               | 5                     | 2                     | 149                   | 56    | 25    | 0,38   |                 |
| Fulham F. C. Inglaterra            |               |               |       |       |        |                  |                  |                  |                       |                       |                       |       |       |        |                 |
| 1.ª                                | 2012-13       | 33            | 15    | 3     | 2      | 0                | 0                | —                | —                     | —                     | 35                    | 15    | 3     | 0,43   |                 |
| 1.ª                                | 2013-14       | 18            | 4     | 1     | 1      | 1                | 0                | —                | —                     | —                     | 19                    | 5     | 1     | 0,26   |                 |
| Total club                         | Total club    | 51            | 19    | 4     | 3      | 1                | 0                | 0                | 0                     | 0                     | 54                    | 20    | 4     | 0,37   |                 |
| AS Mónaco Mónaco                   |               |               |       |       |        |                  |                  |                  |                       |                       |                       |       |       |        |                 |
| 1.ª                                | 2013-14       | 12            | 6     | 4     | 3      | 3                | 1                | —                | —                     | —                     | 15                    | 9     | 5     | 0,60   |                 |
| 1.ª                                | 2014-15       | 26            | 7     | 0     | 3      | 1                | 0                | 9                | 1                     | 1                     | 38                    | 9     | 1     | 0,24   |                 |
| Total club                         | Total club    | 38            | 13    | 4     | 6      | 4                | 1                | 9                | 1                     | 1                     | 53                    | 18    | 6     | 0,34   |                 |
| PAOK de Salónica F. C. · Grecia    |               |               |       |       |        |                  |                  |                  |                       |                       |                       |       |       |        |                 |
| 1.ª                                | 2015-16       | 17            | 4     | 0     | 3      | 1                | 0                | 5                | 0                     | 0                     | 25                    | 5     | 0     | 0,20   |                 |
| Total club                         | Total club    | 17            | 4     | 0     | 3      | 1                | 0                | 5                | 0                     | 0                     | 25                    | 5     | 0     | 0,20   |                 |
| Kerala Blasters India              |               |               |       |       |        |                  |                  |                  |                       |                       |                       |       |       |        |                 |
| 1.ª                                | 2017-18       | 9             | 1     | 0     | —      | —                | —                | —                | —                     | —                     | 9                     | 1     | 0     | 0,11   |                 |
| Total club                         | Total club    | 9             | 1     | 0     | 0      | 0                | 0                | 0                | 0                     | 0                     | 9                     | 1     | 0     | 0,11   |                 |
| Total carrera                      | Total carrera | Total carrera | 512   | 214   | 88     | 70               | 34               | 10               | 92                    | 34                    | 9                     | 674   | 282   | 107    | 0,42            |
| 1. 2. 3.                           |               |               |       |       |        |                  |                  |                  |                       |                       |                       |       |       |        |                 |

### Selecciones
| Selección         | Temporada     | Amistosos | Amistosos | Amistosos | Europa | Europa | Europa | Mundial | Mundial | Mundial | Total | Total | Total  | Media goleadora |
| Selección         | Temporada     | Part.     | Goles     | Asist.    | Part.  | Goles  | Asist. | Part.   | Goles   | Asist.  | Part. | Goles | Asist. | Media goleadora |
| ----------------- | ------------- | --------- | --------- | --------- | ------ | ------ | ------ | ------- | ------- | ------- | ----- | ----- | ------ | --------------- |
| Sub-18 Bulgaria   | 1999          | —         | —         | —         | 2      | 2      | 0      | —       | —       | —       | 2     | 2     | 0      | 1,00            |
| Sub-18 Bulgaria   | Total         | 0         | 0         | 0         | 2      | 2      | 0      | 0       | 0       | 0       | 2     | 2     | 0      | 1,00            |
| Sub-21 Bulgaria   | 1999          | —         | —         | —         | 1      | 2      | 0      | —       | —       | —       | 1     | 2     | 0      | 2,00            |
| Sub-21 Bulgaria   | Total         | 0         | 0         | 0         | 1      | 2      | 0      | 0       | 0       | 0       | 1     | 2     | 0      | 2,00            |
| Absoluta Bulgaria | 1999          | 1         | 0         | 0         | —      | —      | —      | —       | —       | —       | 1     | 0     | 0      | 0,00            |
| Absoluta Bulgaria | 2000          | 2         | 1         | 0         | 1      | 1      | 0      | —       | —       | —       | 3     | 2     | 0      | 0,67            |
| Absoluta Bulgaria | 2001          | 2         | 0         | 0         | 6      | 4      | 2      | —       | —       | —       | 8     | 4     | 2      | 0,50            |
| Absoluta Bulgaria | 2002          | 4         | 1         | 0         | 1      | 1      | 1      | —       | —       | —       | 5     | 2     | 1      | 0,40            |
| Absoluta Bulgaria | 2003          | 3         | 3         | 0         | 5      | 4      | 0      | —       | —       | —       | 8     | 7     | 0      | 0,88            |
| Absoluta Bulgaria | 2004          | 6         | 4         | 0         | 6      | 5      | 1      | —       | —       | —       | 12    | 9     | 1      | 0,75            |
| Absoluta Bulgaria | 2005          | 4         | 5         | 2         | 6      | 2      | 2      | —       | —       | —       | 10    | 7     | 4      | 0,70            |
| Absoluta Bulgaria | 2006          | 2         | 0         | 0         | 4      | 0      | 1      | —       | —       | —       | 6     | 0     | 1      | 0,00            |
| Absoluta Bulgaria | 2007          | 1         | 2         | 0         | 8      | 6      | 0      | —       | —       | —       | 9     | 8     | 0      | 0,89            |
| Absoluta Bulgaria | 2008          | 4         | 2         | 0         | 3      | 0      | 0      | —       | —       | —       | 7     | 2     | 0      | 0,29            |
| Absoluta Bulgaria | 2009          | 3         | 2         | 1         | 5      | 5      | 3      | —       | —       | —       | 8     | 7     | 4      | 0,88            |
| Absoluta Bulgaria | 2010          | 1         | 0         | 0         | —      | —      | —      | —       | —       | —       | 1     | 0     | 0      | 0,00            |
| Absoluta Bulgaria | Total         | 33        | 20        | 3         | 45     | 28     | 10     | 0       | 0       | 0       | 78    | 48    | 13     | 0,62            |
| Total carrera     | Total carrera | 33        | 20        | 3         | 48     | 32     | 10     | 0       | 0       | 0       | 81    | 52    | 13     | 0,64            |
| 1.                |               |           |           |           |        |        |        |         |         |         |       |       |        |                 |

### Resumen estadístico
| Competición           | Partidos | Goles | Promedio | Asistencias |
| --------------------- | -------- | ----- | -------- | ----------- |
| Primera División      | 505      | 208   | 0,41     | 85          |
| Tercera División      | 7        | 6     | 0,86     | 3           |
| Copas nacionales      | 70       | 34    | 0,49     | 10          |
| Copas internacionales | 92       | 34    | 0,37     | 9           |
| Selección absoluta    | 78       | 48    | 0,62     | 13          |
| Selección sub-21      | 1        | 2     | 2,00     | 0           |
| Selección sub-18      | 2        | 2     | 1,00     | 0           |
| Total                 | 755      | 334   | 0,44     | 120         |

### Tripletes
| N.º | Fecha                    | Estadio                       | Partido                                        | Goles | Resultado | Competición               |
| --- | ------------------------ | ----------------------------- | ---------------------------------------------- | ----- | --------- | ------------------------- |
| 1   | 24 de agosto de 2000     | Balgarska Armiya, Sofía       | CSKA Sofia - Constructorul Chişinău            |       | 8 - 0     | Copa de la UEFA 2000-01   |
| 2   | 11 de diciembre de 2001  | Rewirpowerstadion, Bochum     | VfL Bochum - Bayer 04 Leverkusen               |       | 2 - 3     | Copa de Alemania 2001-02  |
| 3   | 25 de mayo de 2005       | BayArena, Leverkusen          | Bayer 04 Leverkusen - Borussia Mönchengladbach |       | 5 - 1     | 1. Bundesliga 2004-05     |
| 4   | 1 de abril de 2006       | BayArena, Leverkusen          | Bayer 04 Leverkusen - Kaiserslautern           |       | 5 - 1     | 1. Bundesliga 2005-06     |
| 5   | 27 de diciembre de 2007  | White Hart Lane, Tottenham    | Tottenham Hotspur - Reading                    |       | 6 - 4     | Premier League 2007-08    |
| 6   | 14 de octubre de 2009    | Nacional Vasil Levski, Sofía  | Bulgaria - Georgia                             |       | 6 - 2     | Clasificatorias UEFA 2010 |
| 7   | 19 de septiembre de 2010 | Old Trafford, Gran Mánchester | Manchester United - Liverpool                  |       | 3 - 2     | Premier League 2010-11    |
| 8   | 27 de noviembre de 2010  | Old Trafford, Gran Mánchester | Manchester United - Blackburn Rovers           |       | 7 - 1     | Premier League 2010-11    |
| 9   | 22 de enero de 2011      | Old Trafford, Gran Mánchester | Manchester United - Birmingham City            |       | 5 - 0     | Premier League 2010-11    |
| 10  | 26 de diciembre de 2011  | Old Trafford, Gran Mánchester | Manchester United - Wigan Athletic             |       | 5 - 0     | Premier League 2011-12    |

## Palmarés

### Títulos nacionales
| Título           | Club              | País       | Año  |
| ---------------- | ----------------- | ---------- | ---- |
| Copa de Bulgaria | CSKA Sofia        | Bulgaria   | 1999 |
| Copa de la Liga  | Tottenham Hotspur | Inglaterra | 2008 |
| Community Shield | Manchester United | Inglaterra | 2008 |
| Copa de la Liga  | Manchester United | Inglaterra | 2009 |
| Premier League   | Manchester United | Inglaterra | 2009 |
| Copa de la Liga  | Manchester United | Inglaterra | 2010 |
| Community Shield | Manchester United | Inglaterra | 2010 |
| Premier League   | Manchester United | Inglaterra | 2011 |
| Community Shield | Manchester United | Inglaterra | 2011 |

### Títulos internacionales
| Título                 | Club              | Sede  | Año  |
| ---------------------- | ----------------- | ----- | ---- |
| Copa Mundial de Clubes | Manchester United | Japón | 2008 |

### Distinciones individuales
| Distinción                                            | Año                                      |
| ----------------------------------------------------- | ---------------------------------------- |
| Futbolista búlgaro del Año                            | 2002, 2004, 2005, 2007, 2008, 2009, 2010 |
| Jugador del mes de abril de la Premier League         | 2007                                     |
| PFA Equipo de la Temporada                            | 2007                                     |
| Jugador del año del Tottenham Hotspur por los hinchas | 2007                                     |
| Bota de Oro de la Premier League                      | 2011                                     |
| Jugador del mes de diciembre en el Manchester United  | 2011                                     |